# زیگربرگکوپف
زیگربرگکوپف (به لاتین: Zigerbergkopf) یک کوه در لیختن‌اشتاین است که در فراستانس واقع شده‌است. زیگربرگکوپف ۲٬۰۵۱ متر بالاتر از سطح دریا واقع شده‌است.